# Midden-Duits voetbalkampioenschap 1921/22
In 1921/22 werd het twintigste voetbalkampioenschap gespeeld dat georganiseerd werd door de Midden-Duitse voetbalbond. SpVgg 1899 Leipzig-Lindenau werd kampioen en plaatste zich voor de eindronde om de Duitse landstitel, waar de club in de eerste ronde door 1. FC Nürnberg verslagen werd.

## Deelnemers aan de eindronde
| Club                        | Gekwalificeerd als            |
| --------------------------- | ----------------------------- |
| Fortuna Magdeburg           | Kampioen van Elbe             |
| Chemnitzer BC               | Kampioen van Midden-Saksen    |
| SpVgg 1899 Leipzig-Lindenau | Kampioen van Noordwest-Saksen |
| Dresdner Fußballring        | Kampioen van Oost-Saksen      |
| SV 1898 Halle               | Kampioen van Saale            |
| Konkordia Plauen            | Kampioen van West-Saksen      |
| SpVgg Erfurt                | Kampioen van Thüringen        |

## Eindstand
| Plaats | Club                        | Wed. | W | G | V | Saldo | Ptn. |
| ------ | --------------------------- | ---- | - | - | - | ----- | ---- |
| 1.     | SpVgg 1899 Leipzig-Lindenau | 6    | 6 | 0 | 0 | 17:1  | 12:0 |
| 2.     | Chemnitzer BC               | 6    | 4 | 1 | 1 | 12:9  | 9:3  |
| 3.     | Dresdner Fußballring        | 6    | 4 | 0 | 2 | 9:8   | 8:4  |
| 4.     | SV 1898 Halle               | 6    | 2 | 2 | 2 | 13:6  | 6:6  |
| 5.     | Konkordia Plauen            | 6    | 2 | 0 | 4 | 8:18  | 4:8  |
| 6.     | SpVgg Erfurt                | 6    | 1 | 1 | 4 | 12:17 | 3:9  |
| 7.     | Fortuna Magdeburg           | 6    | 0 | 0 | 6 | 5:17  | 0:12 |

|  | Geplaatst voor nationale eindronde |